# Trop bu ou Gros manquant
 (octobre 2023).
Si vous disposez d'ouvrages ou d'articles de référence ou si vous connaissez des sites web de qualité traitant du thème abordé ici, merci de compléter l'article en donnant les références utiles à sa vérifiabilité et en les liant à la section « Notes et références ».
Le Trop bu ou Gros manquant est une taxe royale d'Ancien Régime en France. Elle porte sur les boissons alcoolisées bues par le producteur au-delà de ce qui lui est alloué pour sa consommation personnelle. On suppose que le surplus de production est vendu sans acquittement des droits de Gros et augmentation.
En 1680, la consommation "normale" est fixée par un édit : 3 muids (la taille d'un muid est variable selon les régions, sauf à Paris où 3 muids correspondaient à 804 litres), les laboureurs (paysans aisés) ont en plus 3 autres muids par charrue possédée.
Le gros manquant ne s'applique qu'aux assujettis à la taille et à la capitation (les roturiers). Il est prévu des visites domiciliaires par les employés de la Ferme générale, ce qui en fit un des droits les plus impopulaires.
La recette globale est assez faible : 13 000 livres en 1760.